# Orscand de Vannes
Pour les articles homonymes, voir Orscand.
Orscand de Vannes dit le Grand (mort entre le 29 juillet 990 et le 27 juin 992) fut évêque de Vannes vers 970-992.

## Biographie

### Origine
Selon Noël-Yves Tonnerre, professeur d'histoire médiévale à l'Université d'Angers, Orscand (Auriscand, Auriscandus) est un descendant d’Alain le Grand. Il serait le fils ou le petit-fils d’un autre Orscand lui-même fils de l’héritier direct d’Alain le Grand : Rudalt comte de Vannes de 907 à 915/920.

### Évêque de Vannes
Orscand possède du fait de son ascendance de nombreux fiefs dans la région. Le territoire qu’il contrôle se concentre sur le littoral à Guérande autour de Vannes et dans le pagus de Belz. Avant 970, Orscand bien que marié, prend le contrôle de l’évêché de Vannes dans des circonstances inconnues.
Dans la seizième année du règne du roi Lothaire de France, il rencontre le comte Geoffroy Ier d'Anjou et visite à cette occasion le tombeau de saint Aubin. Il fait don d’une saline située dans le village de Saillé (Commune de Guérande) dans le diocèse de Nantes (acte du 23 mai 970).
Orscand est également un puissant allié de Conan le Tort contre les descendants d’Alain Barbetorte. En effet lorsque le comte de Rennes s’empare de Nantes en 990, il confie à l’évêque et à sa troupe la garde de la forteresse rétablie par Alain Barbetorte et ses fils.
Orscand est encore présent lorsque Conan Ier de Bretagne, entouré de son fils Geoffroi et de l’ensemble des évêques bretons, fait une donation au monastère du Mont Saint Michel.
L’évêque Orscand disparaît peu après et il a comme successeur sur le siège épiscopal de Vannes vers 1008 un fils de Conan le Tort : Judicaël mort en 1037.

### Union et descendance
La puissance d’Orscand ne lui survit pas car son patrimoine est rapidement partagé entre :
- Guigoëdon ou Guiguoedon, sa fille, qui épouse Benoît ou Binidic comte et évêque de Cornouaille. Plusieurs enfants du couple porteront des noms liés à leur prestigieuse lignée maternelle : Alain Canhiart futur comte de Cornouaille et Orscand, évêque de Cornouaille ;
- Rudald, son fils, qui fait plusieurs donations en faveur du prieuré de Saint Cado dans la rivière d’Étel dont un village en Plouhinec[6]. Rudalt et son épouse Onguen seront les parents de neuf fils qui achèveront d’émietter le patrimoine familial : Aldroën (I), Morvan, Orscand, Albalt, Juthaël, Harscuët, Cadoret, Killae et Catguallun[7].

Noël-Yves Tonnerre émet enfin l'hypothèse que trois générations après, Aldroën (III), fils de Corsult et neveu d'Aldroën (II), soit un fils de Juthaël lui-même fils d'Aldroën (I) est à l'origine de la seigneurie de Kaër dite à partir du XIIIe siècle Locmariaquer.